# Gabès
Gabès  (în arabă قابس ) este un oraș  în  Tunisia, port la golful omonim al Mediteranei. Este reședinta  guvernoratului Gabès.

## Galerie de imagini

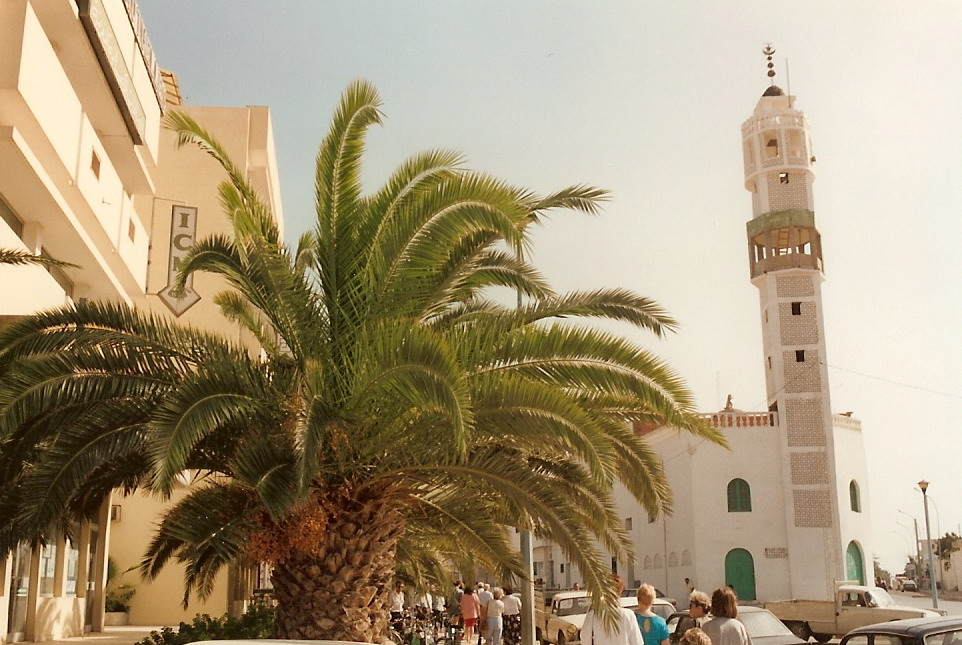
Gabès
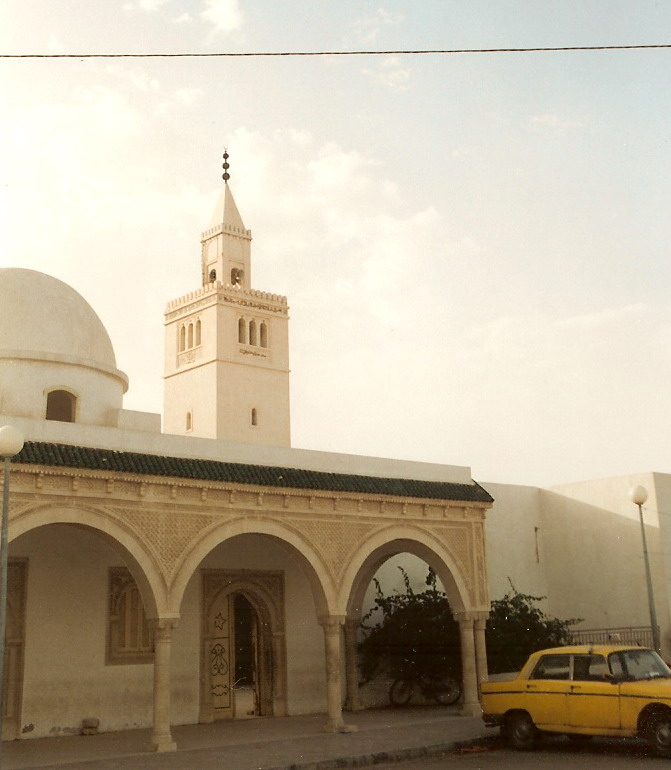
Gabès
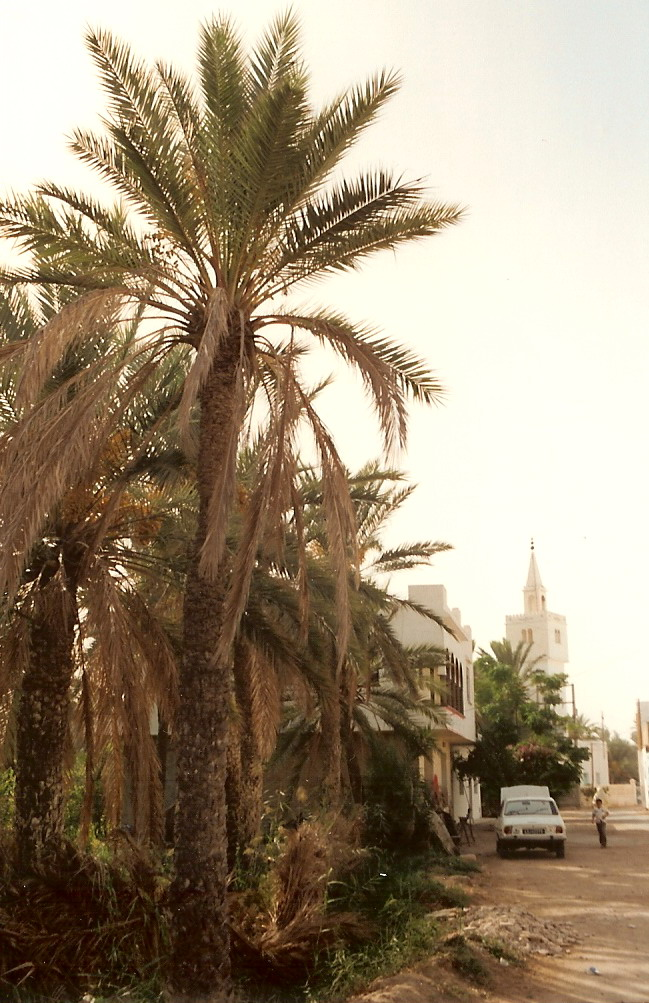
Gabès
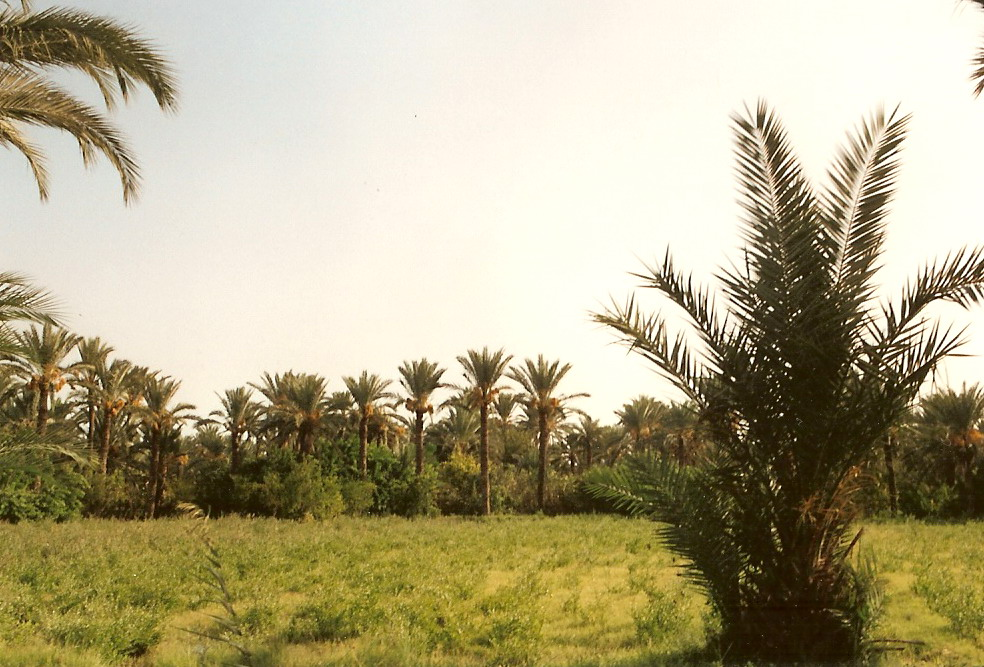
Gabès (oaza de lângă oraş)